# Carbonato de lítio
Carbonato de lítio (Li2CO3) é um composto químico de lítio e ânion carbonato que é usado como um estabilizador do humor no tratamento psiquiátrico de estados de mania e distúrbio bipolar de modo similar ao do citrato de lítio.
O carbonato de lítio é vendido como Carbolitium®,  Carbolith®, Cibalith-S®, Duralith®, Eskalith®, Lithane®, Lithizine®, Lithobid®, Lithonate® e Lithotabs®.
O composto também é muito usado no processamento de óxidos metálicos.

## Obtenção
Sua obtenção é feita por conversão em solução aquosa de um sal de lítio com carbonato de sódio.
{\displaystyle \mathrm {2\ Li^{+}+Na_{2}CO_{3}\rightarrow Li_{2}CO_{3}+2\ Na^{+}} }
Sua obtenção primariamente é feita a partir dos minerais com conteúdo de lítio tal como o sal-gema, salina, ou o sal de lagos salgados, sendo que no Atacama, Chile, encontram-se salinas de lagos com alto teor de lítio, o qual é fragmentado, calcinado para eliminar contaminações orgânicas e tratado pelo ácido sulfúrico.  Pela adição de carbonato de sódio (soda barrilha) os indesejados alcalino-terrosos são precipitados  e facilmente filtrados. Com tratamento com mais álcali e com concentração, o carbonato de lítio bruto se precipita.
Nesta etapa, a formação do carbonato de lítio se dá pela maior reatividade do cátion sódio com o ânion sulfato, em relação ao cátion lítio, propiciando a conversão:
Na2CO3 + Li2SO4 → Li2CO3 + Na2SO4
Separado, é ainda novamente tratado com ácido sulfúrico e carbonato de sódio, em nova precipitação, visando eliminar mais ainda o íon sódio.
Finalmente, é secado a vácuo e embalado.

## Aplicações
Além das aplicações médicas, o carbonato de lítio tem inúmeras aplicações, incluindo a obtenção de derivados do lítio:
- Obtenção do cloreto de lítio
- Obtenção do hidróxido de lítio
- Obtenção do niobato de lítio
- Aditivo para a produção de alumínio
- Vidros de alto teor de lítio (vidros a prova de fogo, como o Ceran)
- Componente em determinados cimentos rápidos e para produção de pisos.
- Componente eletrólito em células combustíveis
- Agentes fundentes em produção de vidro, cerâmica e esmaltes. Aditivos de lítio, como fundentes, atuam na diminuição da temperatura de fusão das composições e sua viscosidade durante o processo de produção. Por estes motivos, vidros de recipientes diversos e camadas de esmaltes mais finos podem ser produzidos.
- Componente eletrólito em células de carbonato fundido combustível - MCFC (Molten-carbonate fuel cells (em inglês))

## Citação na arte
O carbonato de lítio era usado pelo vocalista da banda Nirvana, Kurt Cobain, como estabilizador de humor. O título da música Lithium, provavelmente, era uma referência ao carbonato de lítio.